# Agaricus luteomaculatus
Agaricus luteomaculatus är en svampart som först beskrevs av F.H. Møller, och fick sitt nu gällande namn av F.H. Møller 1952. Agaricus luteomaculatus ingår i släktet champinjoner och familjen Agaricaceae.   Inga underarter finns listade i Catalogue of Life.